# The Boomtown Rats (álbum)
The Boomtown Rats  es el primer álbum debut y álbum de estudio de la banda irlandesa de rock: The Boomtown Rats. Lanzado en septiembre de 1977. 
Se le considera uno de los clásicos del punk rock de la década de 1970. Hoy en día es una joya oculta de la escena del punk rock en Irlanda.
El álbum fue conocido por los sencillos "Lookin' After No. 1" y ""Mary of the 4th Form" que llegaron a las posiciones del UK Singles Chart y el álbum igual llegó a las posiciones del UK Albums Chart en la posición n.º 18 el mismo año del lanzamiento del álbum.

## Sonido
El álbum es caracterizado por tener sonidos energéticos, pero también se pueden oír estilos como el garage rock, pop punk, post-punk y power pop y también contando con influencias del pub rock y del mod revival aunque dicha escena del álbum no es perteneciente a estos dos últimos subgéneros.

## Lista de canciones
Todas las canciones escritas por Bob Geldof y están compuestas por The Boomtown Rats. y a continuación se muestra los sencillos del lanzamiento original del álbum.
| The Boomtown Rats |                                  |          |  |
| N.º               | Título                           | Duración |  |
| 1.                | «Lookin' After No. 1»            | 03:10    |  |
| 2.                | «Neon Heart»                     | 03:54    |  |
| 3.                | «Joey's on the Street Again»     | 05:30    |  |
| 4.                | «Never Bite the Hand That Feeds» | 02:47    |  |
| 5.                | «Mary of the 4th Form»           | 03:33    |  |
| 6.                | «(She's Gonna) Do You In»        | 03:54    |  |
| 7.                | «Close As You'll Ever Be»        | 03:24    |  |
| 8.                | «I Can Make It If You Can»       | 05:47    |  |
| 9.                | «Kicks»                          | 04:11    |  |
| 34:10             |                                  |          |  |

## Personal
- Bob Geldof - voz principal y coros, armónica
- Garry Roberts - guitarra principal y coros
- Gerry Colt - guitarra rítmica
- Johnnie Fingers - sintetizadores, piano y coros
- Pete Briquette - bajo y coros
- Simon Crowe - batería y coros

### Personal adicional
- Albie Donnelly - saxofón
- Adrian Boot - diseño de la portada del álbum
- Steve Brown - edición de sonido, ingeniero de sonido, masterización y mezclas
- Sue Dubois - dirección de arte
- Geoff Halpin - diseños
- Robert Mutt Lange - mezclas, producción musical
- Hannah Sharn - diseños y fotografía